# Категорії природоохоронних територій МСОП

Логотип МСОП

Категорії природоохоронних територій МСОП або Категорії догляду за природоохороннимим територіями МСОП є типами класифікації природоохоронних територій за системою Міжнародного Союзу Охорони Природи (МСОП).
Класифікація природоохоронних територій є частиною стратегії збереження світової природної спадщини та біорізноманіття. МСОП запровадив категоризацію систем догляду за об'єктами ПЗФ для визначення, архівації та диференціації широкого кола особливих цілей та потреб при класифікації охоронюваних територій та їхніх завдань.
Методологія категоризації визнана у цілому світі національними урядовими та світовими організаціями рівня ООН, а також схвалена Конвенцією про біологічне різноманіття.

## Відповідність міжнародних категорій природоохоронних територій категорвіям природно-заповідного фонду України
Сучасна  класифікація  категорій  об’єктів  природно-заповідного  фонду в  Україні,  була  затверджена  у  1992  році  Законом  України  «Про  природно-заповідний  фонд  України». Вона включає 11 категорій ПЗФ, відмінних за функційними харак-теристиками: біосферні заповідники, природні заповідники, національні природні парки, регіональні ландшафтні парки, заповідні урочища, заказники, пам’ятки природи, дендропарки, парки-пам’ятки садово-паркового мистецтва, зоопарки та ботанічні сади. Категорії є нерівнозначними і потенційно мають передбачати різні підходи до підготовки положень про їх діяль-ність, та різні, специфічні для кожної з категорій, охоронні режими. Втім, національна система природоохоронних територій сформована в Україні, є відірваною від світових тенденцій.
Національні відповідники міжнародним категоріям не затверджені і містяться лише у наукових джерелах.

## Категорії

### Категорія Іа ― Природний заповідник суворого режиму
(англ. Strict nature reserve)
Відповідник в Україні ― природний заповідник.

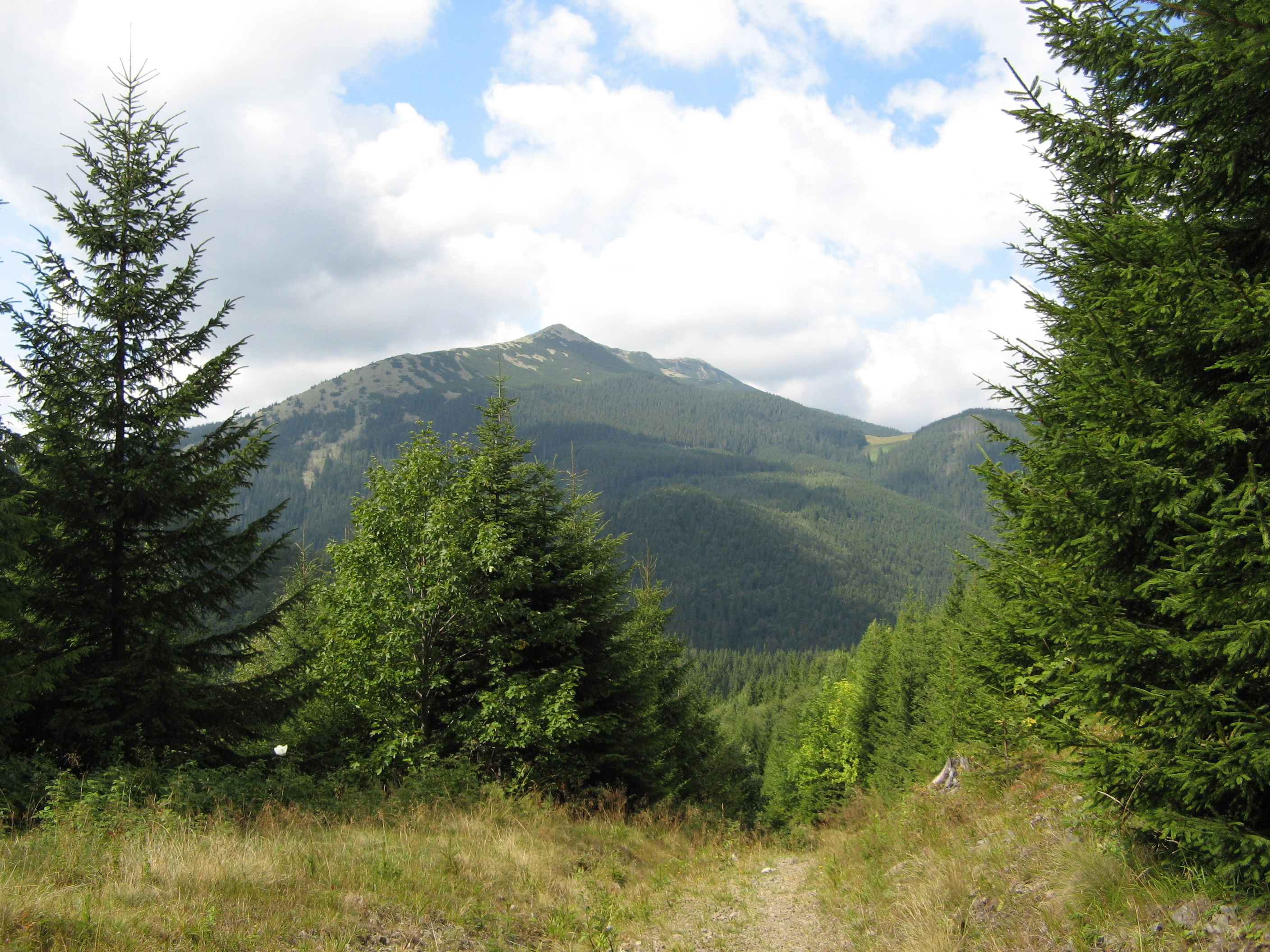
Природний заповідник «Ґорґани»

Природний заповідник суворого режиму (категорія МСОП Іа) є територією, яка підлягає повному захисту від втручання, за винятком незначного використання людьми, з метою збереження геологічних та геоморфологічних особливостей краю та його біорізноманіття. Дана територія є ареалом для зосереджених аборигенних біоценозів, що ізольовані від будь-якого антропогенного впливу, окрім наукової діяльності, екологічного моніторингу та навчання. Завдяки максимально можливому режиму консервації дані природоохоронювані території є еталонними для вивчення та оцінки впливу людини на довкілля.
У певних випадках природні заповідники суворого режиму мають священне значення для тубільних мешканців довколишніх общин, в зв'язку з цим дані території підлягають захисту в тому числі і з цією метою. Місцеві жителі, що практикують обряди чи інші ритуали, що пов'язані з їхніми віруваннями, вправі здійснювати таку діяльність, так як вважається, що вона відповідає цілям збереження та догляду за даною територією як її невід'ємна частина.
Людський вплив на природні заповідники суворого типу з кожним роком усе складніше попереджати, так як кліматичні зміни, забруднення повітря та нововиявлені інфекційні захворювання без труднощів проникають на охоронювані території. Якщо для дотримання строгих вимог заповідності необхідне постійне втручання, то дана територія підпадає під категорію МСОП IV або V.

### Категорія Ib ―Дика територія
(англ. Wilderness Area)
Відповідник в Україні: відсутній. З деякими застереженнями ― біосферний заповідник.

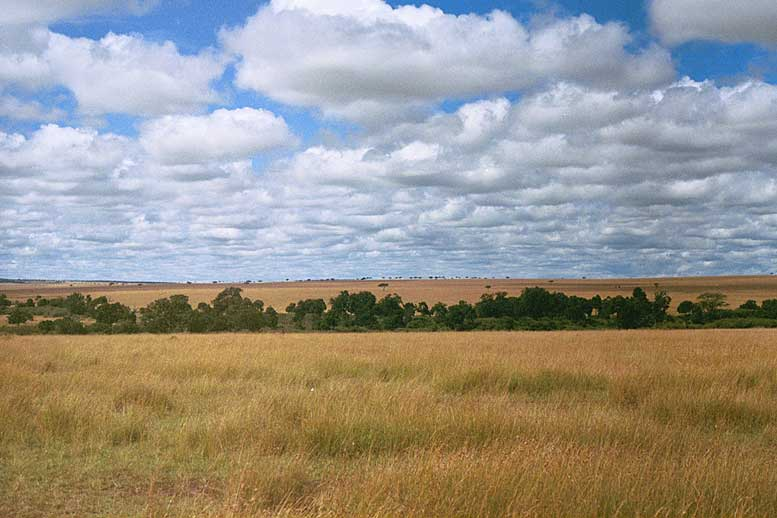
Національний парк Серенгеті в Танзанії є виділеною дикою територією

Дика територія (Категорія МСОП Ib) схожа на природний заповідник, але більша за площею і знаходиться під менш строгою охороною.
Дана територія є доменом, де санкціоновано екологічні процеси та процеси біологічного різноманіття (включаючи еволюційні) з метою примноження чи реінтродукції видів, якщо людська діяльність завдала останнім шкоди. Дикі території є зонами ізоляції, що можуть служити як буфер проти наслідків зміни клімату, захищати загрожені види та екологічні осередки.
Відвідування території людьми зведена до мінімуму, допускається немеханізований туризм (пішохідний, лижний або водний на весельних човнах), при цьому у відвідувачів з'являється унікальна можливість спостерігати дику природу без наслідків впливу цивілізації. Дикі території можна віднести до категорії МСОП Ib за умови відсутності сучасної інфраструктури, однак тут дозволена людська діяльність на рівні підтримки аборигенних племен, їх культурних і духовних цінностей в рамках способу існування в даній заповідній зоні.

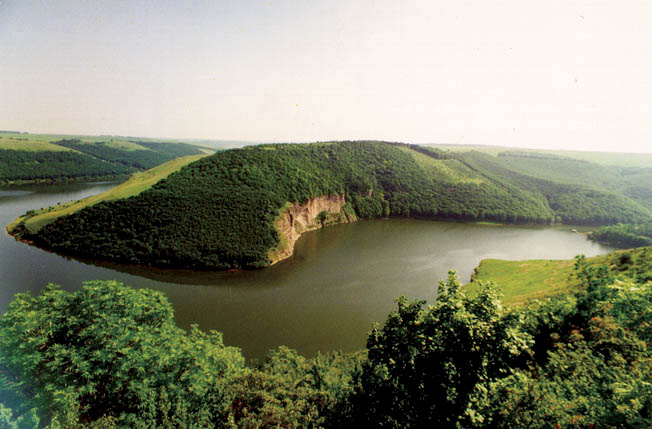
Національний природний парк «Подільські Товтри»

### Категорія II ― Національний парк
(англ. National park)
Відповідник в Україні: зони заповідності та регульованої рекреації національного природного парку, біосферні заповідники
Національний парк (Категорія МСОП II) схожий на дику територію за розмірами та головними принципами захисту життєздатних екосистем. Однак національні парки є більш толерантними до відвідувачів та супутньої інфраструктури. Національні парки адмініструються таким чином, щоб розвивати місцеву економіку через пропагування навчального та рекреаційного туризму, однак з урахуванням збереження ефективності природоохоронних заходів.
Довколишні до нацпарків території можуть мати або не мати господарське значення, тим не менше вони повинні створювати буферну зону для захисту аборигенних видів та общин з метою створення умов для їх довготермінового існування.

### Категорія III — Пам'ятка природи чи природний об'єкт
(англ. Natural Monument or Feature)
Відповідник в Україні: пам'ятка природи невеликої площі (крім штучно створених)

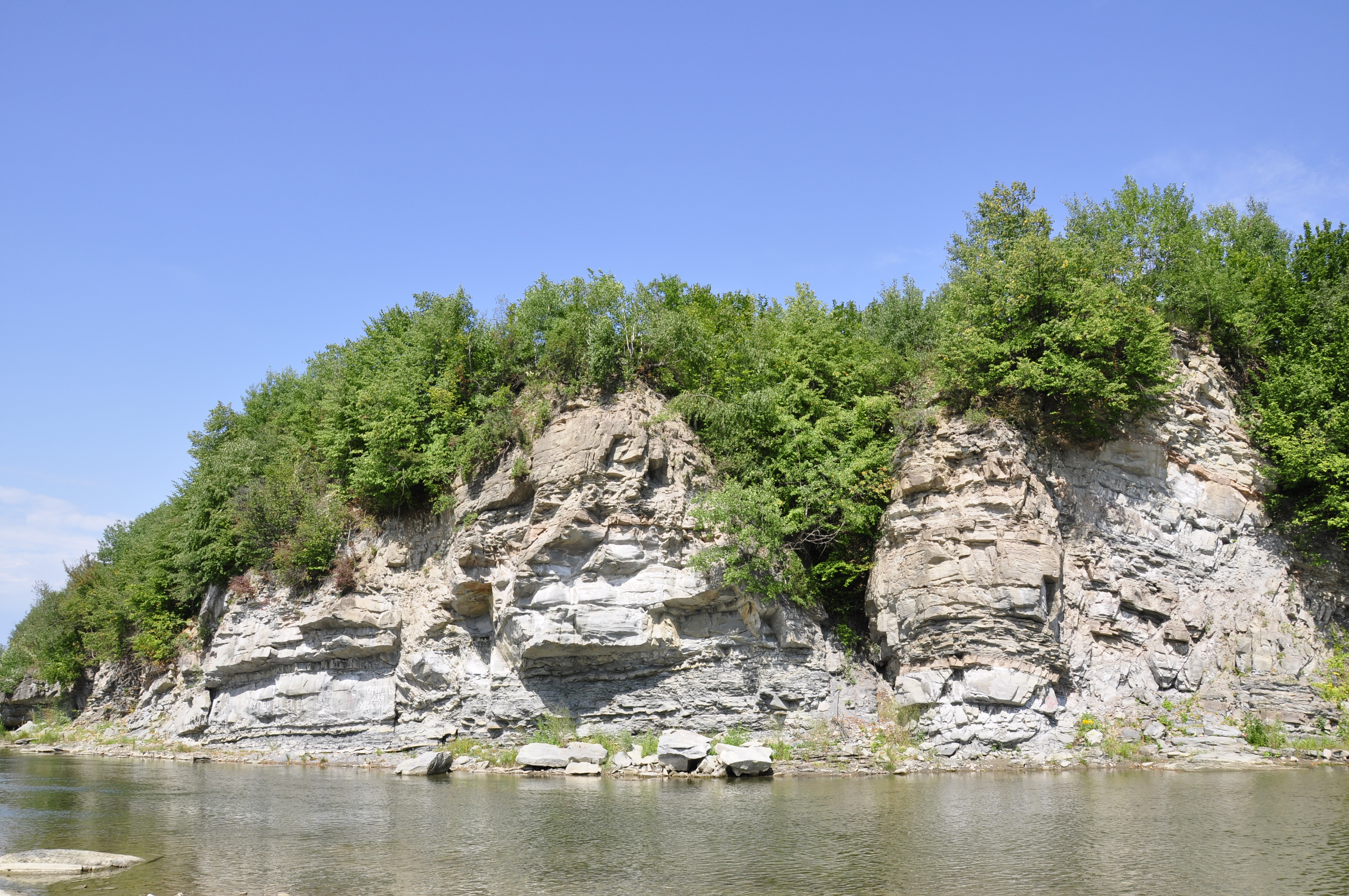
Комплексна пам'ятка природи «Добротівські відслонення»

Пам'ятка природи (Категорія МСОП III) чи природний об'єкт є порівняно меншою територією, що розташована безпосередньо довкола власне природної пам'ятки та оточуючого природного оселища. Пам'ятки можуть бути природного походження в найширшому розумінні або включати в себе елементи, видозмінені чи внесені людьми. Останні повинні бути пов'язані з біорізноманіттям або іншим чином розглядатись як історичне чи духовне місце, хоча це означення може бути проблематичним.
Для відповідності принципам категоризації МСОП дана природоохоронна територія повинна мати геологічні, геоморфологічній особливості, включати елементи соціально-важливих природних феноменів, природних культурних урочищ або урочищ, пов'язаних з екологією. В такому разі класифікація включатиме два підвиди: пам'ятки, в яких біорізноманіття виключно пов'язане з умовами природного об'єкта; пам'ятки, в яких ступінь біорізноманіття залежний від присутності священних місць, на базі яких були суттєво видозмінені екосистеми.
Пам'ятки природи чи об'єкти природи часто відіграють меншу, але ключову роль в процесах ширших природоохоронних цілей. Вони мають високу культурну або духовну цінність, які використовується для підтримки збереження довкілля шляхом збільшення числа відвідувачів чи розширення рекреаційних можливостей, таким чином стимулюючи природоохоронні функції даного об'єкта.

### Категорія IV — Територія догляду заоселищами/видами
(англ. Habitat/species management area)
Відповідник в Україні: заказники, пам’ятки природи, заповідні урочища

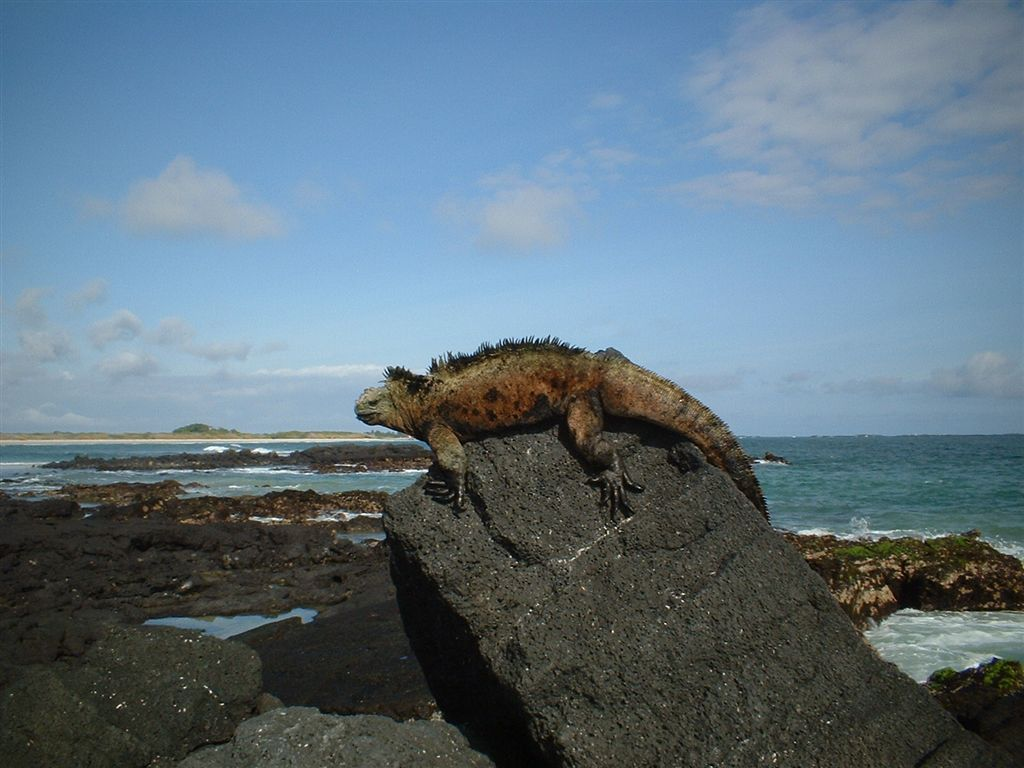
Ґалапаґоські острови, Еквадор. Доглядається відповідно до умов кат. IV з метою збереження автохтонної флори і фауни на островах

Територія догляду за оселищами/видами (Категорія МСОП IV) схожа до пам'ятки природи чи об'єкта, однак функціонально прив'язана до більш виражених зон консервації (розмір об'єкта не обов'язково є ознакою відмінності), а саме визначені види або оселище, що вимагає тривалішого і об'ємнішого захисту, ніж просто як пам'ятка природи.
Дані природоохоронні об'єкти повинні бути ретельно контрольовані з метою належного догляду, збереження та реінтродукції окремих видів та оселищ ― можливо, традиційним шляхом ― через громадські освітні проекти стосовно даних об'єктів заохочується як частина завдань догляду.
Територія догляду за оселищами/видами може існувати як підрозділ ширшої екосистеми чи природоохоронної зони і вимагає диференційованого підходу до ступеня захисту. Заходи догляду можуть включати щонайменше протидію браконьєрству, створення штучних оселищ, зменшення природних сукцесій та заходів для додаткової підгодівлі.

### Категорія V — Охоронний ландшафт/узбережжя
(англ. Protected Landscape/Seascape)
Відповідник в Україні: з деякими застереженнями ― зони стаціонарної рекреації НПП, зони стаціонарної і регульованої рекреації РЛП, ЛРП
Охоронний ландшафт чи узбережжя (категорія МСОП V) охоплює суцільну ділянку землі чи водойми з унікальними природним планом, яка зазвичай дозволяє розташування ряду комерційних закладів чи діяльності.
Головна мета ― зберегти місцевість, що сформувала характерне і цінне екологічне, біологічне, культурне та видове значення. На противагу попереднім категоріям, кат. V дозволяє довколишнім общинам більшу взаємодію в рамках території, сприяючи в підтримці сталого догляду за територією та використання її природної та культурної спадщини.
Охоронний ландшафт чи узбережжя, що підпадають під цю категорію, представляють цілісну рівновагу між людьми та природою та можуть допускати діяльність традиційного сільського чи лісового господарства за умови забезпечення тривалого захисту чи відтворення екології даної зони.
Категорія V є найбільш гнучкою з класифікації природоохоронних територій. Як наслідок, охоронювані ландшафти чи узбережжя придатні для облаштування сучасної інфраструктури, наприклад, екотуристичної, одночасно як і для заходів по історичному догляду, що можуть надати сталого характеру біорізноманіття для сільського та водного господарства.

### Категорія VI – Охоронна зона зі сталим використанням відновних природних ресурсів
(англ. Protected Area with sustainable use of natural resources)
Відповідник в Україні: немає

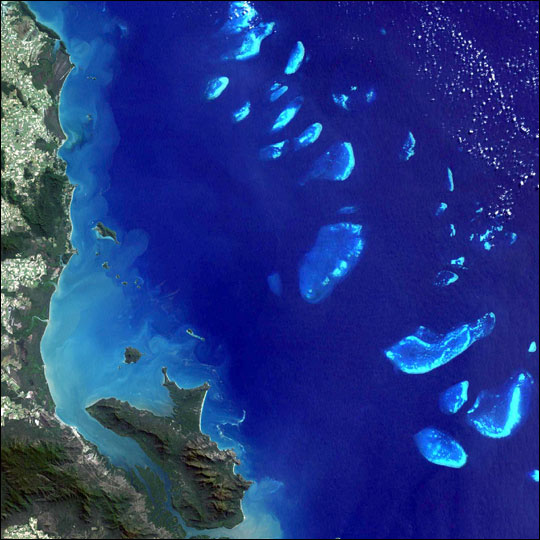
Супутниковий знімок Великого Бар'єрного рифу, парк Reef Marine, Австралія

Хоча людський фактор є значним для розуміння догляду даних охоронюваних територій, широкомасштабний промисловий розвиток тут недопустимий. МСОП рекомендує, щоб більша частина території залишалась у природних умовах. Кожна держава вирішує обсяг індустріалізації самостійно, здебільшого враховуючи специфіку кожної охоронюваної зони. Адміністрування є важливою запорукою збереження різноманітного та зростаючого обсягу інтересів, що виникають на ґрунті виробництва відновних природних ресурсів.
Кат. VI може бути особливо доречною для обширних територій, для яких притаманний поточно низький рівень антропогенного впливу, або де місцеві общини і їхні традиційна діяльність незначним чином відбилась на стані довкілля у регіоні. Відмінним від кат. V є те, що вищесказане не є наслідком довготривалого впливу цивілізації, що здійснила незворотний ефект на місцеву екосистему.